# Projection: First Light
Projection: First Light est un jeu vidéo de plateforme et de puzzle en 2 dimensions développé par Shadowplay Studios et édité par Blowfish Studios. Un prototype du jeu a été créé lors du Global Game Jam 2016. Les développeurs ont ensuite fait équipe avec le studio australien indépendant SweatyChair pour créer le jeu dans son intégralité. Le jeu est sorti en 2019 sur iOS, PC, PlayStation 4, Xbox One et Nintendo Switch. 

## Système de jeu et développement
Le joueur contrôle deux objets : le protagoniste, une petite marionnette d'ombre nommée Greta et une boule de lumière physique. En utilisant la boule de lumière, le joueur peut manipuler les ombres qui deviennent solides et permettent à Greta de marcher. La longueur et l'angle des ombres dépendent du positionnement de la boule de lumière. Le jeu ne comporte aucun dialogue pour expliquer l'histoire, mais utilise plutôt les actions et les indices visuels des personnages. Le joueur explore quatre périodes différentes, l'Indonésie, la Chine, la Turquie, la Grèce et l'Angleterre du XIXe siècle, chacune avec son propre style Chaque personnage est une marionnette d'ombre, tout comme le reste de l'environnement. Les personnages et le premier plan sont noirs tandis que l'arrière-plan est en sépia, reproduisant le style de la toile de jeu d'ombre traditionnelle.
Le développeur en chef Michael Chu a expliqué que son inspiration venait de jouer avec les ombres sur le mur lorsqu'il était enfant, et a réalisé qu'il y avait de nombreuses façons d'utiliser les ombres dans le développement de jeux. Après avoir décidé du style de la marionnette d'ombre, ils l'ont recherché en visitant le marionnettiste Richard Bradshaw, qui leur a fait visiter son atelier et leur a donné une démonstration de la création d'une marionnette d'ombre comme référence pour l'artiste Yosha Noesjirwan. Noesjirwan a également acquis un aperçu des marionnettes d'ombre indonésiennes grâce à ses parents.
Projection: First Light a remporté une place au PAX Australia Indie Showcase 2017. De là, il a attiré beaucoup d'attention et a figuré dans de nombreux sites d'actualités de jeu populaires tels que Kotaku et NintendoLife. Il a également été exposé à la PAX EAST 2018, avec un accueil élevé de la part des joueurs et des journalistes.